# John Beveridge
John Lourie Beveridge, né le 6 juillet 1824 à New York et mort le 3 mai 1910 à Los Angeles, est un homme politique américain, notamment gouverneur républicain de l'Illinois entre 1873 et 1877.

## Carrière politique
Le 7 novembre 1871, Beveridge est élu représentant des États-Unis pour le 3e district de l'Illinois avec 137 926 suffrages soit 54,46 % des voix avant de démissionner à la suite de son élection au poste de gouverneur adjoint, le 5 novembre 1872. Le 23 janvier 1873, Beveridge devient gouverneur à la suite de la démission Richard James Oglesby, élu au Sénat des États-Unis.